# Museum Nissim de Camondo

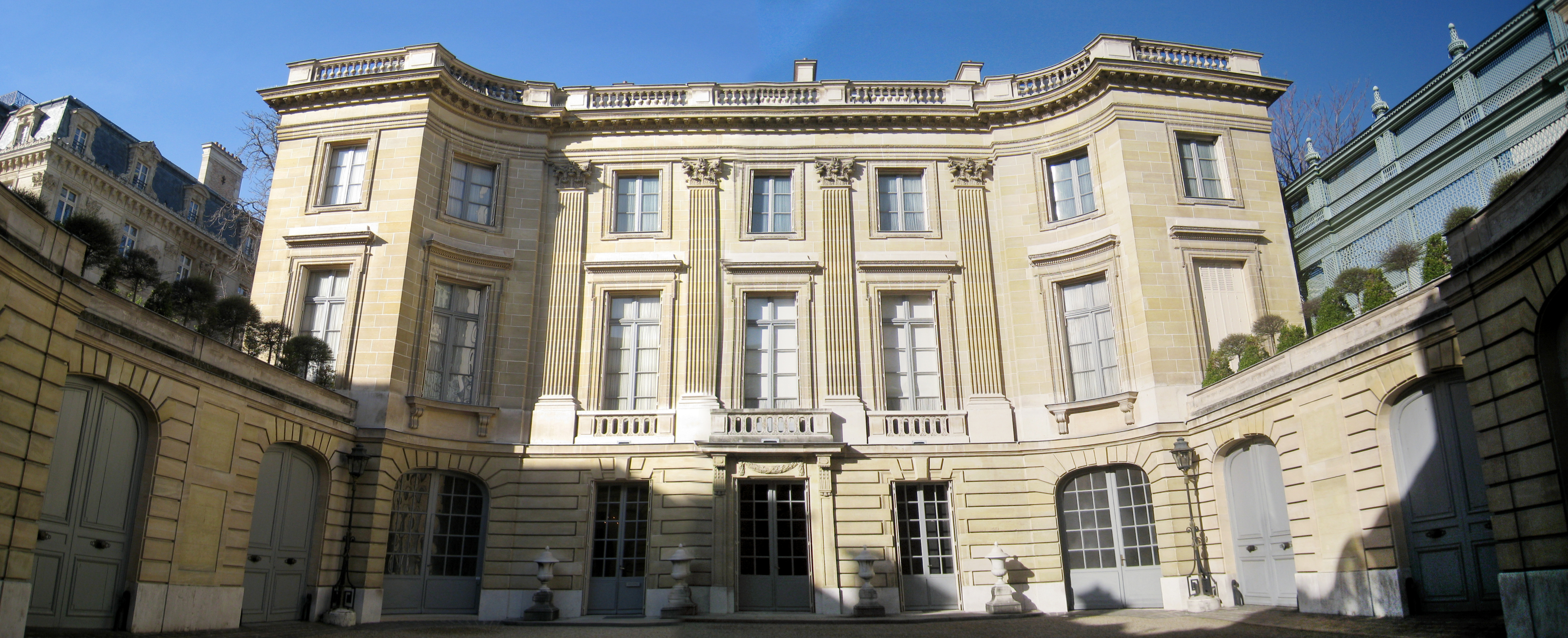
Museum Nissim de Camondo

Das Musée Nissim de Camondo ist ein 1936 eröffnetes, öffentliches Museum in einem Pariser Hôtel particulier (Stadtpalais), dem Hôtel Camondo (63, rue de Monceau), das die komplette Wohnungseinrichtung eines klassischen großbürgerlichen Palasthaushaltes vom Ende des 19. Jahrhunderts umfasst. Organisatorisch steht es unter Trägerschaft des Vereins Les Arts Décoratifs, das auch das auch das Musée des Arts décoratifs in Paris unterhält.

## Geschichte
Graf Moïse de Camondo (1860–1935), einer ursprünglich in Konstantinopel beheimateten, in Paris ansässigen Bankiersfamilie entstammend, erbte 1910 das Stadtpalais seiner Eltern in der Rue de Monceau, das sich seit 1873 im Familienbesitz befand. Er ließ es umgehend abreißen, um einen Neubau nach seinem Geschmack zu errichten. Dort wollte er auch seine umfangreiche Sammlung von Möbeln und Kunstwerken des 18. Jahrhunderts unterbringen, die er während der vergangenen 20 Jahre zusammengetragen hatte.

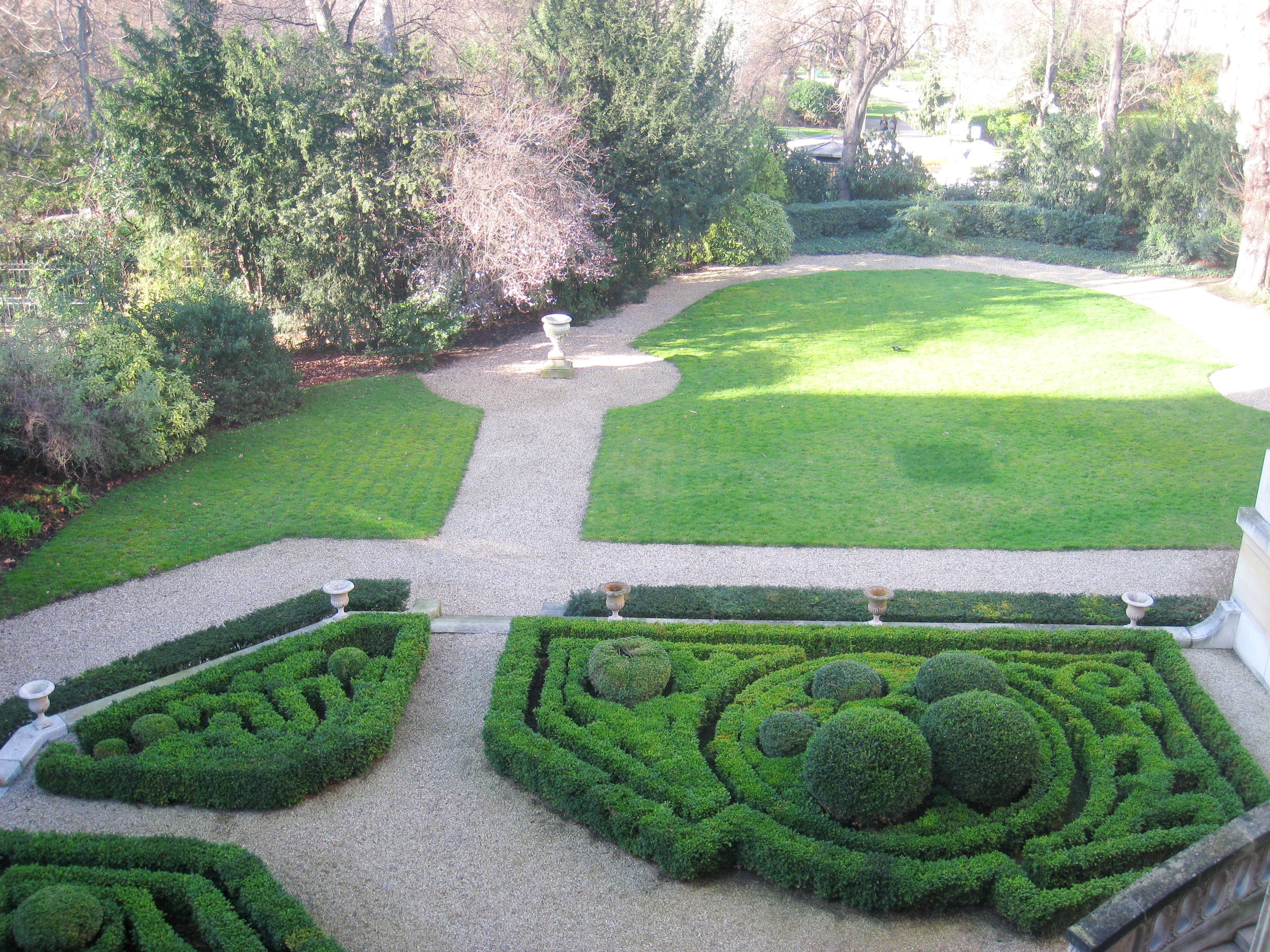
Der Garten des Museums, entworfen von Achille Duchêne

Camondo beauftragte den Architekten René Sergent (1865–1927), anstelle des alten Gebäudes einen Neubau im Stil eines klassischen Pariser Stadtpalais’ zu setzen, mit Hof und Garten, das für die Unterbringung seiner Sammlung und als Familienwohnung ideal wäre. Sergent entwarf ein Bauwerk, das sich mit zwei Flügeln zum Garten öffnet, der von Achille Duchêne (1866–1947) angelegt wurde. Unübersehbar hat das Petit Trianon in Versailles (Architekt: Ange-Jacques Gabriel) als Vorbild gedient. Das Gebäude wurde 1911 eingeweiht.
Hinter der klassischen Fassade verbirgt sich jedoch ein Wohnhaus, das gemäß den Vorstellungen des 19. Jahrhunderts das öffentliche, das Privatleben und das der Dienstboten strikt voneinander trennt. Das Erdgeschoss schließt sich ebenerdig an den Hof an, bildet jedoch das Tiefparterre zum Garten, um so die Dienstbotenräume zu kaschieren. Ein großes, prachtvolles Treppenhaus erschließt das Innere des Gebäudes, das Hochparterre, das dem Empfang von Gästen diente, das erste Stockwerk mit den Privatgemächern und das Dachgeschoss mit den Dienstbotenzimmern.
Das Gebäude ist einzigartig als umfassend erhaltenes Zeugnis der Funktionsweise eines klassischen Stadtpalais’. Besonders reizvoll ist, dass neben den prachtvollen Repräsentationsräumen auch die Funktionsräume wie Küche, Wäscherei etc. in ihrem Originalzustand verblieben und besichtigt werden können.
Das Museum ist nach dem einzigen Sohn des Gründers benannt, Nissim de Camondo, der im Ersten Weltkrieg als Jagdflieger fiel. Es wurde 1936, ein Jahr nach dem Tod von Moïse de Camondo, gemäß dessen letztem Willen als Museum eröffnet.

## Sammlung
Die Möblierung umfasst Werke von Künstlern der Garde Meuble Royal (Königliche Möbelkammer) wie Jean-François Oeben, Jean Henri Riesener und Georges Jacob. Die Böden sind geschmückt mit einigen Savonnerie-Teppichen, die 1678 für die Grande Galerie des Louvre hergestellt worden waren, sowie Beauvais- und Aubusson-Tapisserien. Unter den Gemälden befinden sich Werke von Élisabeth Vigée-Lebrun, Landschaften von Francesco Guardi und Jagdszenen von Jean-Baptiste Oudry. Besondere Aufmerksamkeit verdient auch das Tafelsilber von Orloff, das Katharina II. von Russland bei dem Silberschmied Jacques-Nicolas Roettiers 1770 in Auftrag gegeben hatte, und eine Sammlung Porzellanservices mit ornithologischen Bildern nach Buffon, die in Sèvres um 1780 hergestellt worden waren. Zur Sammlung gehören auch Büsten von Jean-Antoine Houdon, Bas-reliefs, chinesische Vasen und Kristallkronleuchter.

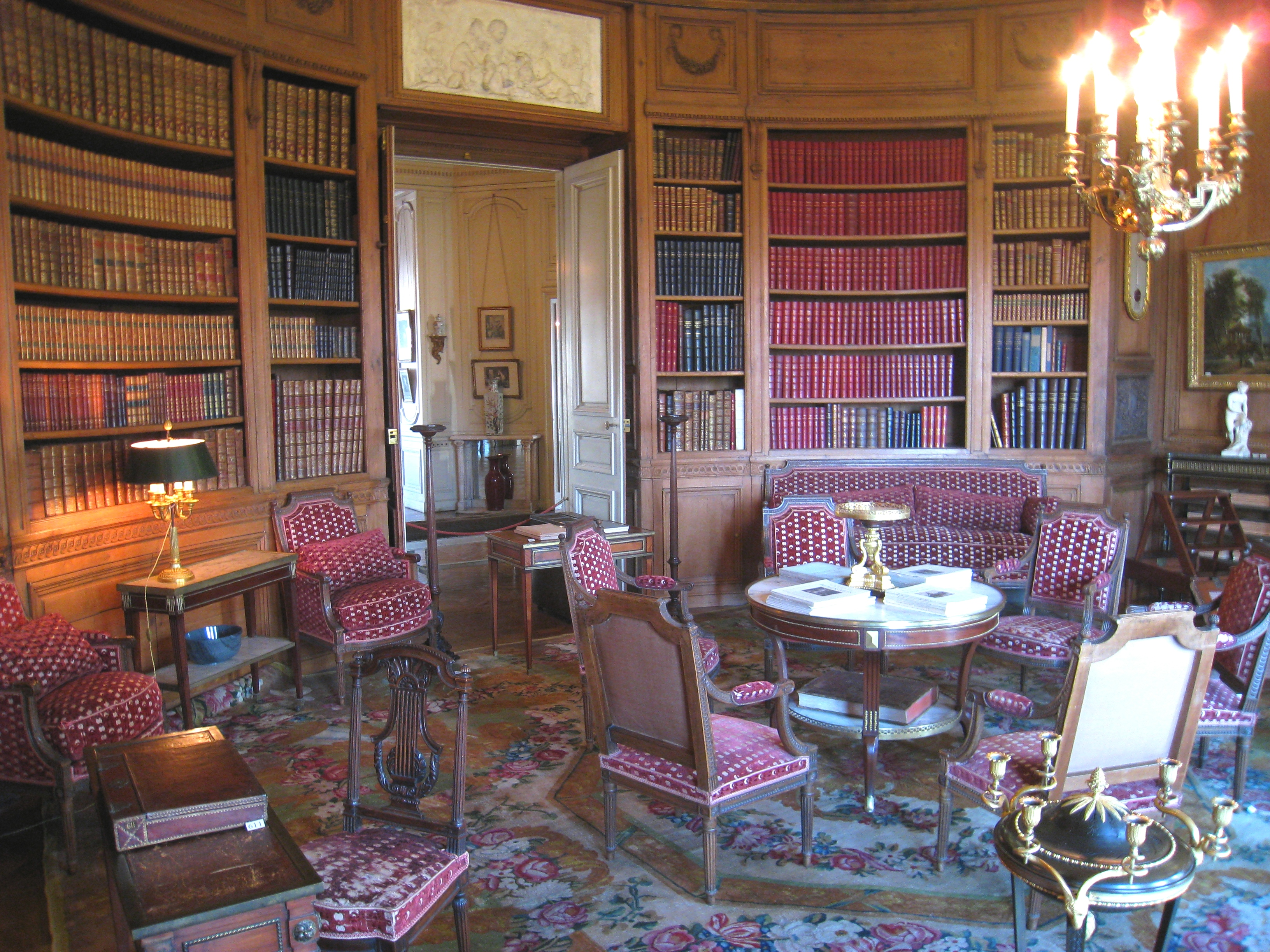
Bibliothek
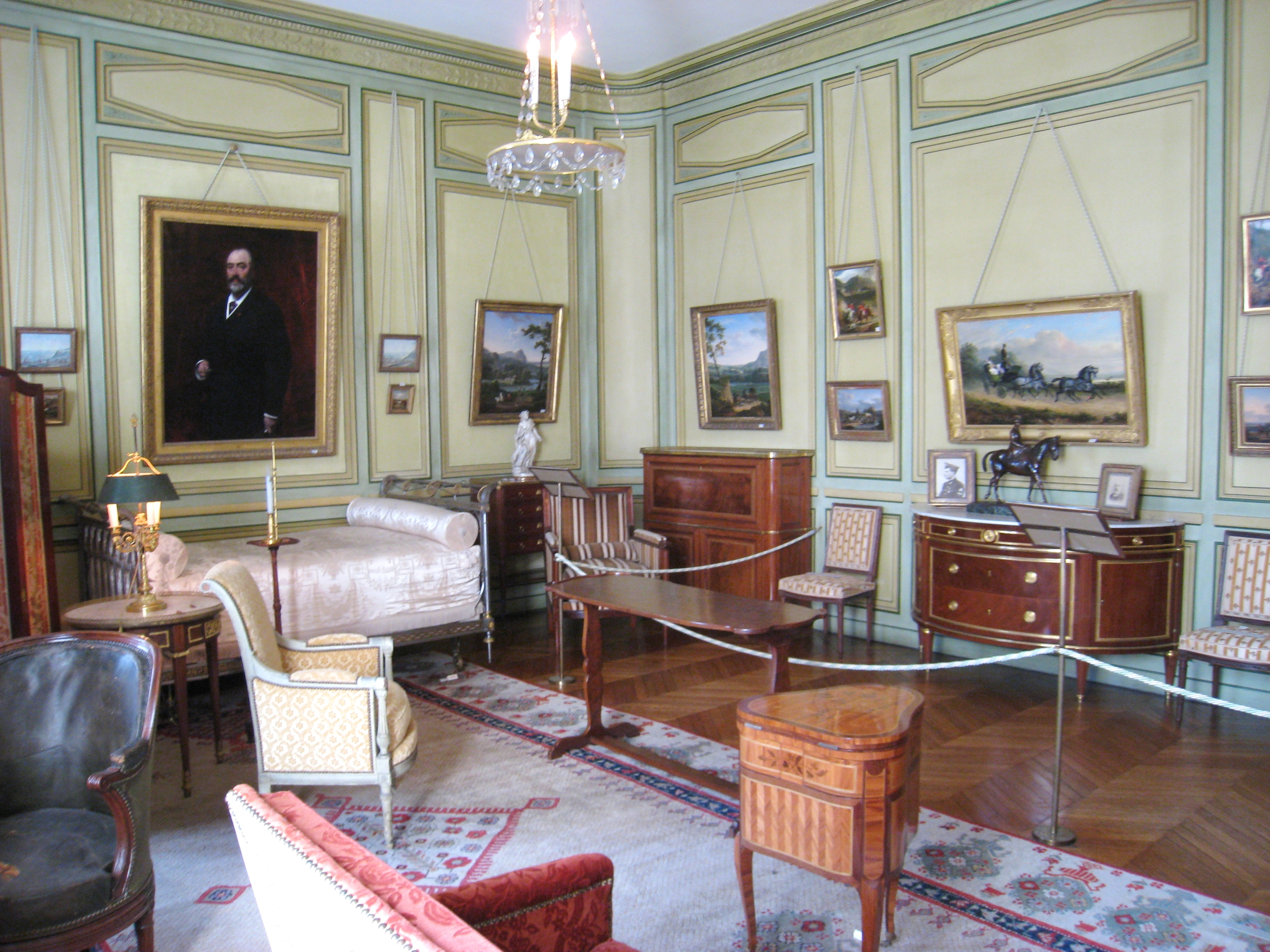
Schlafzimmer
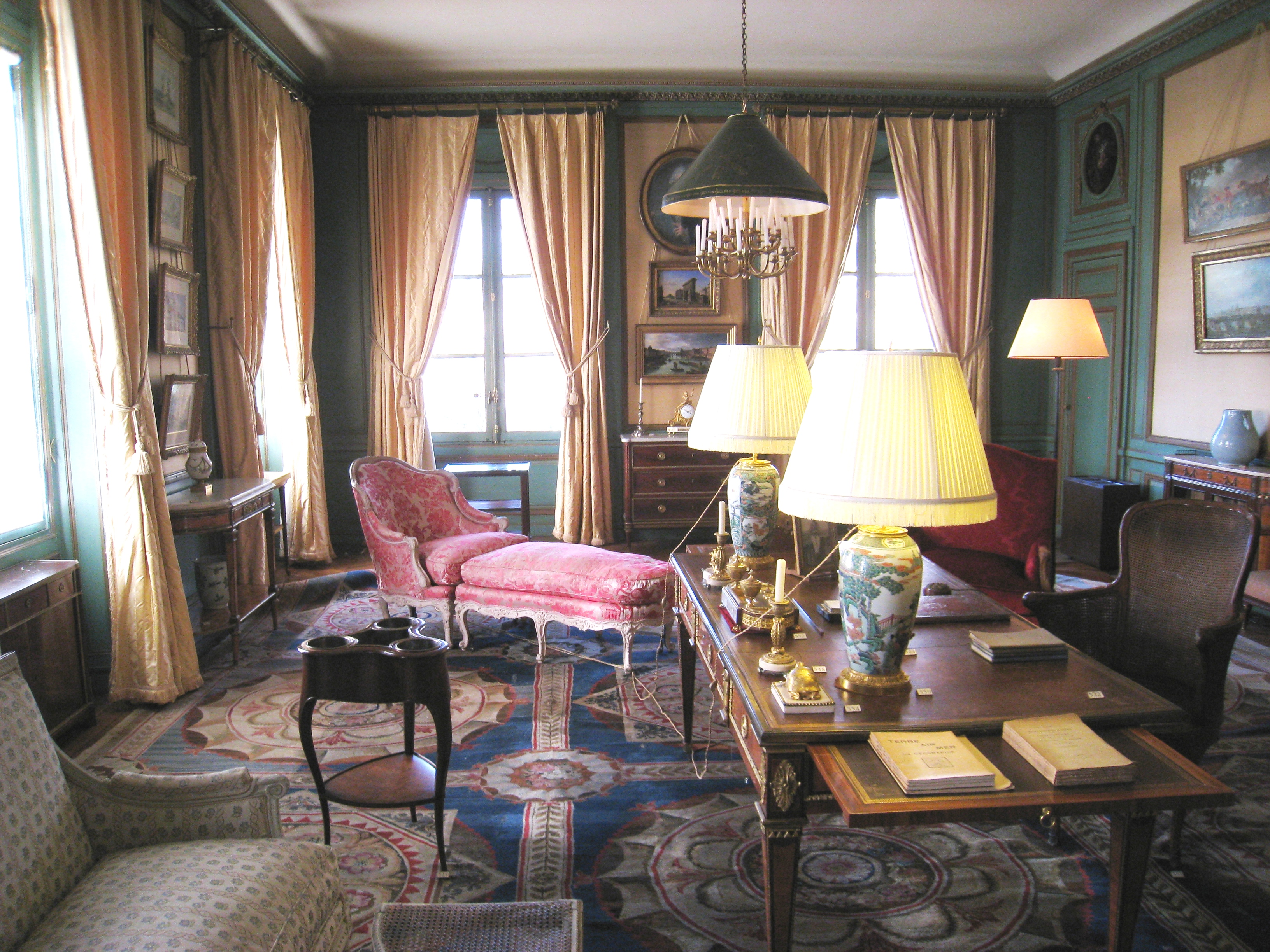
Blauer Salon
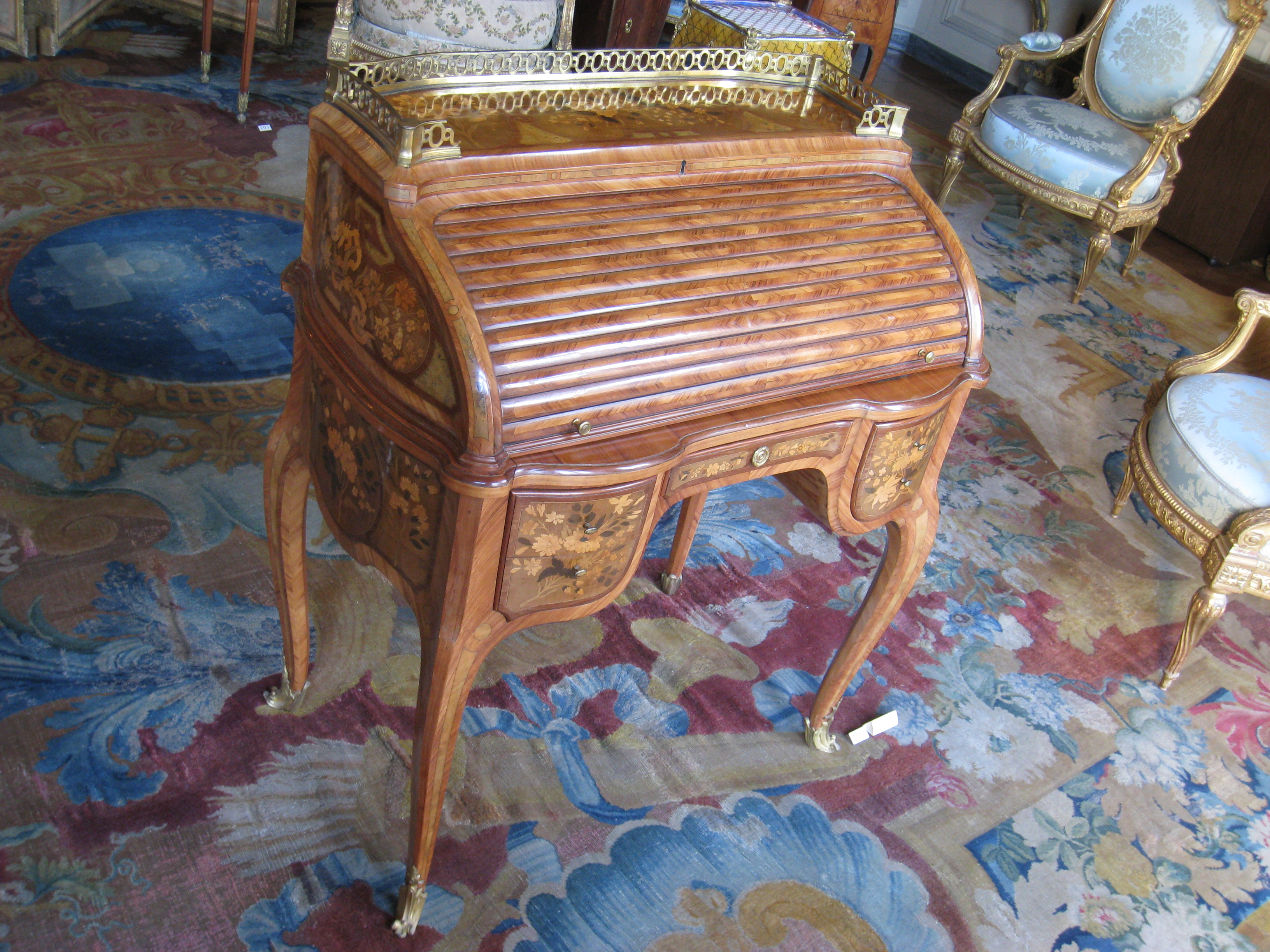
Sekretär von Jean-Francois Oeben